# Physiculus cynodon
Physiculus cynodon är en fiskart som beskrevs av Sazonov, 1986. Physiculus cynodon ingår i släktet Physiculus och familjen Moridae. Inga underarter finns listade i Catalogue of Life.